# Jackee Budesta Batanda
Jackee Budesta Batanda là một nữ nhà báo, nhà văn và doanh nhân người Uganda. Bà là một đối tác quản lý cấp cao với Success Spark Brand Limited, một công ty truyền thông và giáo dục, và là người đồng sáng lập của Mastermind Africa Group Limited, một nhóm kinh doanh mạng.
Năm 2006, Batanda làm việc như một nhà văn hòa bình tại Học viện Hòa bình và Công lý Joan B. Kroc tại Đại học San Diego. Sau đó, bà được trao học bổng nghiên cứu tại Chương trình Học bổng Tư pháp Châu Phi có tính cạnh tranh cao với Viện Tư pháp và Hòa giải tại Cape Town, Nam Phi, năm 2008.Batanda là nhà văn quốc tế tại nhà ở Hội nghị Đan Mạch Tác giả và Văn học Đan Mạch năm 2010, nơi bà bắt đầu viết cuốn tiểu thuyết của mình, Một bài học trong quên lãng. Năm 2012, bà cũng xuất hiện trên tờ The Times cùng với 19 phụ nữ trẻ định hình tương lai của Châu Phi. Cùng năm đó, bà cũng là người vào chung kết trong các giải thưởng báo chí của tạp chí Trust Women 2012. Bà từng là nhà văn tại chỗ ở Đại học Lancaster ở Anh. Bà đã được Quỹ Truyền thông Phụ nữ Quốc tế chọn làm biểu tượng danh dự của Elizabeth Neuffer 2011–12. Trong thời gian học bổng, bà học tại Trung tâm Nghiên cứu Quốc tế về Công nghệ Massachusetts và các trường đại học khác ở Boston, và làm việc tại tờ The New York Times và The Boston Globe.